# Wereldkampioenschappen shorttrack 2017
De wereldkampioenschappen shorttrack 2017 werden van 10 tot en met 12 maart 2017 in Nederland in Ahoy, Rotterdam.
Er waren in het totaal tien wereldtitels te verdienen. Voor zowel de mannen als de vrouwen ging het om de 500 meter, de 1000 meter, de 1500 meter, het allroundklassement en de aflossing. De individuele allroundtitels gingen naar Seo Yi-ra en Elise Christie, de aflossingstitels gingen naar de Nederlandse mannen en de Chinese vrouwen.

## Medailles

### Mannen
| Onderdeel         | Goud                                                                | Goud                                                                | Zilver                                          | Zilver                                          | Brons                                                              | Brons                                                              |
| ----------------- | ------------------------------------------------------------------- | ------------------------------------------------------------------- | ----------------------------------------------- | ----------------------------------------------- | ------------------------------------------------------------------ | ------------------------------------------------------------------ |
| 500m              | Sjinkie Knegt                                                       | NED                                                                 | Wu Dajing                                       | CHN                                             | Seo Yi-ra                                                          | KOR                                                                |
| 1000m             | Seo Yi-ra                                                           | KOR                                                                 | Shaoang Liu                                     | HUN                                             | Charles Hamelin                                                    | CAN                                                                |
| 1500m             | Sin Da-woon                                                         | KOR                                                                 | Samuel Girard                                   | CAN                                             | Seo Yi-ra                                                          | KOR                                                                |
| 3000m superfinale | Sjinkie Knegt                                                       | NED                                                                 | Seo Yi-ra                                       | KOR                                             | Victor An                                                          | RUS                                                                |
| Klassement        | Seo Yi-ra                                                           | KOR                                                                 | Sjinkie Knegt                                   | NED                                             | Samuel Girard                                                      | CAN                                                                |
| Aflossing         | Nederland Sjinkie Knegt Daan Breeuwsma Dennis Visser Itzhak de Laat | Nederland Sjinkie Knegt Daan Breeuwsma Dennis Visser Itzhak de Laat | China Han Tianyu Wu Dajing Ren Ziwei Xu Hongzhi | China Han Tianyu Wu Dajing Ren Ziwei Xu Hongzhi | Hongarije Shaolin Sandor Liu Shaoang Liu Viktor Knoch Csaba Burján | Hongarije Shaolin Sandor Liu Shaoang Liu Viktor Knoch Csaba Burján |

### Vrouwen
| Onderdeel         | Goud                                        | Goud                                        | Zilver                                                                      | Zilver                                                                      | Brons                                                    | Brons                                                    |
| ----------------- | ------------------------------------------- | ------------------------------------------- | --------------------------------------------------------------------------- | --------------------------------------------------------------------------- | -------------------------------------------------------- | -------------------------------------------------------- |
| 500m              | Fan Kexin                                   | CHN                                         | Marianne St-Gelais                                                          | CAN                                                                         | Kim Ji-yoo                                               | KOR                                                      |
| 1000m             | Elise Christie                              | GBR                                         | Marianne St-Gelais                                                          | CAN                                                                         | Suzanne Schulting                                        | NED                                                      |
| 1500m             | Elise Christie                              | GBR                                         | Marianne St-Gelais                                                          | CAN                                                                         | Shim Suk-hee                                             | KOR                                                      |
| 3000m superfinale | Shim Suk-hee                                | KOR                                         | Kim Ji-yoo                                                                  | KOR                                                                         | Elise Christie                                           | GBR                                                      |
| Klassement        | Elise Christie                              | GBR                                         | Marianne St-Gelais                                                          | CAN                                                                         | Shim Suk-hee                                             | KOR                                                      |
| Aflossing         | China Fan Kexin Lin Yue Guo Yihan Zang Yize | China Fan Kexin Lin Yue Guo Yihan Zang Yize | Hongarije Sára Luca Bácskai Petra Jaszapati Bernadett Heidum Andrea Keszler | Hongarije Sára Luca Bácskai Petra Jaszapati Bernadett Heidum Andrea Keszler | Japan Aoi Watanabe Sumire Kikuchi Ayuko Ito Hitomi Saito | Japan Aoi Watanabe Sumire Kikuchi Ayuko Ito Hitomi Saito |

### Medailleklassement
| Plaats | Land                | Goud | Zilver | Brons | Totaal |
| 1      | Zuid-Korea          | 3    | 0      | 5     | 8      |
| 2      | Verenigd Koninkrijk | 3    | 0      | 0     | 3      |
| 3      | China               | 2    | 2      | 0     | 4      |
| 4      | Nederland           | 2    | 1      | 1     | 4      |
| 5      | Canada              | 0    | 5      | 2     | 7      |
| 6      | Hongarije           | 0    | 2      | 1     | 3      |
| 7      | Japan               | 0    | 0      | 1     | 1      |
| Totaal | Totaal              | 10   | 10     | 10    | 30     |

## Eindklassementen

### Mannen
| Rang   | Naam            | Land       | Punten |
| ------ | --------------- | ---------- | ------ |
| Goud   | Seo Yi-ra       | Zuid-Korea | 81     |
| Zilver | Sjinkie Knegt   | Nederland  | 73     |
| Brons  | Samuel Girard   | Canada     | 37     |
| 4      | Sin Da-woon     | Zuid-Korea | 34     |
| 5      | Shaoang Liu     | Hongarije  | 26     |
| 6      | Wu Dajing       | China      | 24     |
| 7      | Victor An       | Rusland    | 23     |
| 8      | Charles Hamelin | Canada     | 18     |
| 9      | Han Tianyu      | China      | 8      |

### Vrouwen
| Rang   | Naam               | Land                | Punten |
| ------ | ------------------ | ------------------- | ------ |
| Goud   | Elise Christie     | Verenigd Koninkrijk | 89     |
| Zilver | Marianne St-Gelais | Canada              | 68     |
| Brons  | Shim Suk-hee       | Zuid-Korea          | 52     |
| 4      | Kim Ji-yoo         | Zuid-Korea          | 39     |
| 5      | Fan Kexin          | China               | 36     |
| 6      | Choi Min-jeong     | Zuid-Korea          | 16     |
| 7      | Suzanne Schulting  | Nederland           | 16     |
| 8      | Rianne de Vries    | Nederland           | 9      |
| 9      | Arianna Fontana    | Italië              | 8      |

## Organisatie
De organisatie ontving een subsidie van € 1.271.615 van het Ministerie van VWS, in het kader van de subsidieregeling van topsportevenementen.